# Азамат (Росія)
Азамат (рос. Азамат, чув. Асамат) — присілок у Чувашії Російської Федерації, у складі Аліковського сільського поселення Аліковського району.
Населення — 188 осіб (2010; 188 в 2002, 238 в 1979, 305 в 1939, 287 в 1926, 212 в 1897, 162 в 1859).
Національний склад (на 2002 рік):
- чуваші — 99 %

## Історія
Історична назва — Азаматкаси. Засновано 19 століття як околоток села Аліково. До 1866 року селяни мали статус державних, займались землеробством, тваринництвом, слюсарством, виробництвом одягу та взуття. На початку 20 століття діяло 2 вітряки. 1929 року створено колгосп «Азаматський колгосп». До 1927 року присілок входив до складу Шуматовської та Аліковської волостей Ядринського повіту. З переходом на райони 1927 року — спочатку у складі Аліковського, у період 1962–1965 років — у складі Вурнарського, після чого знову переданий до складу Аліковського району.